# Laguna Lechecota
Laguna Lechecota är en sjö i Bolivia.   Den ligger i departementet La Paz, i den västra delen av landet, 500 km nordväst om huvudstaden Sucre. Laguna Lechecota ligger 4 083 meter över havet.
Trakten runt Laguna Lechecota består i huvudsak av gräsmarker. Runt Laguna Lechecota är det glesbefolkat, med 8 invånare per kvadratkilometer.